# نعمتللاهية

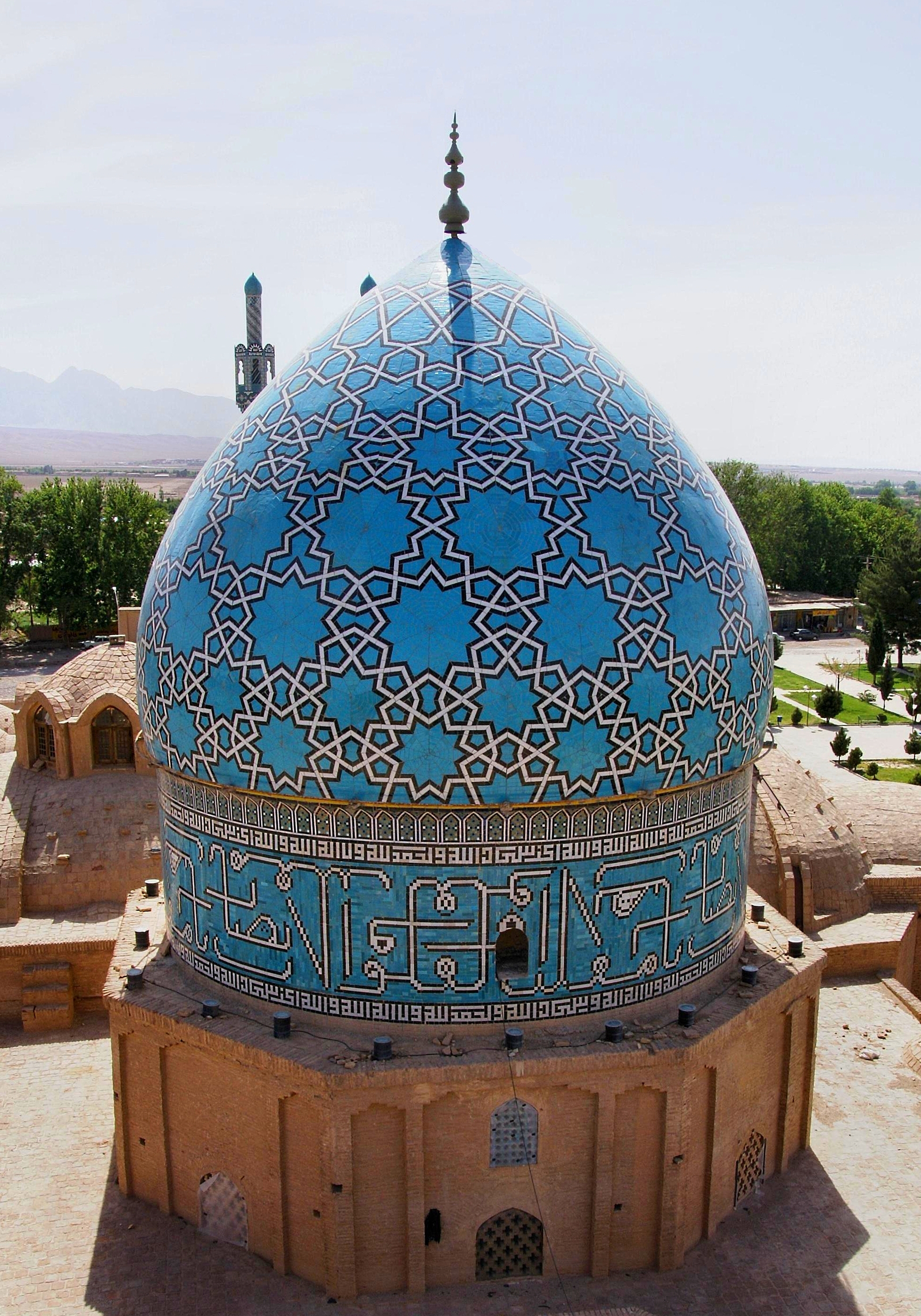
ضريح نعمة الله ولي في ماهان.

النعمتللاهيَّة هي طريقة صوفية، نسبة إلى نعمة الله الولي العلوي الحلبي، وهو من أهل القرن التاسع الهجري.
انتشرت النعمتللاهية في إيران والهند، وهي أوسع الطرق انتشاراً في إيران. وللطريقة صلة تاريخية وثيقة بالإسماعيلية النزارية.